# Сваны

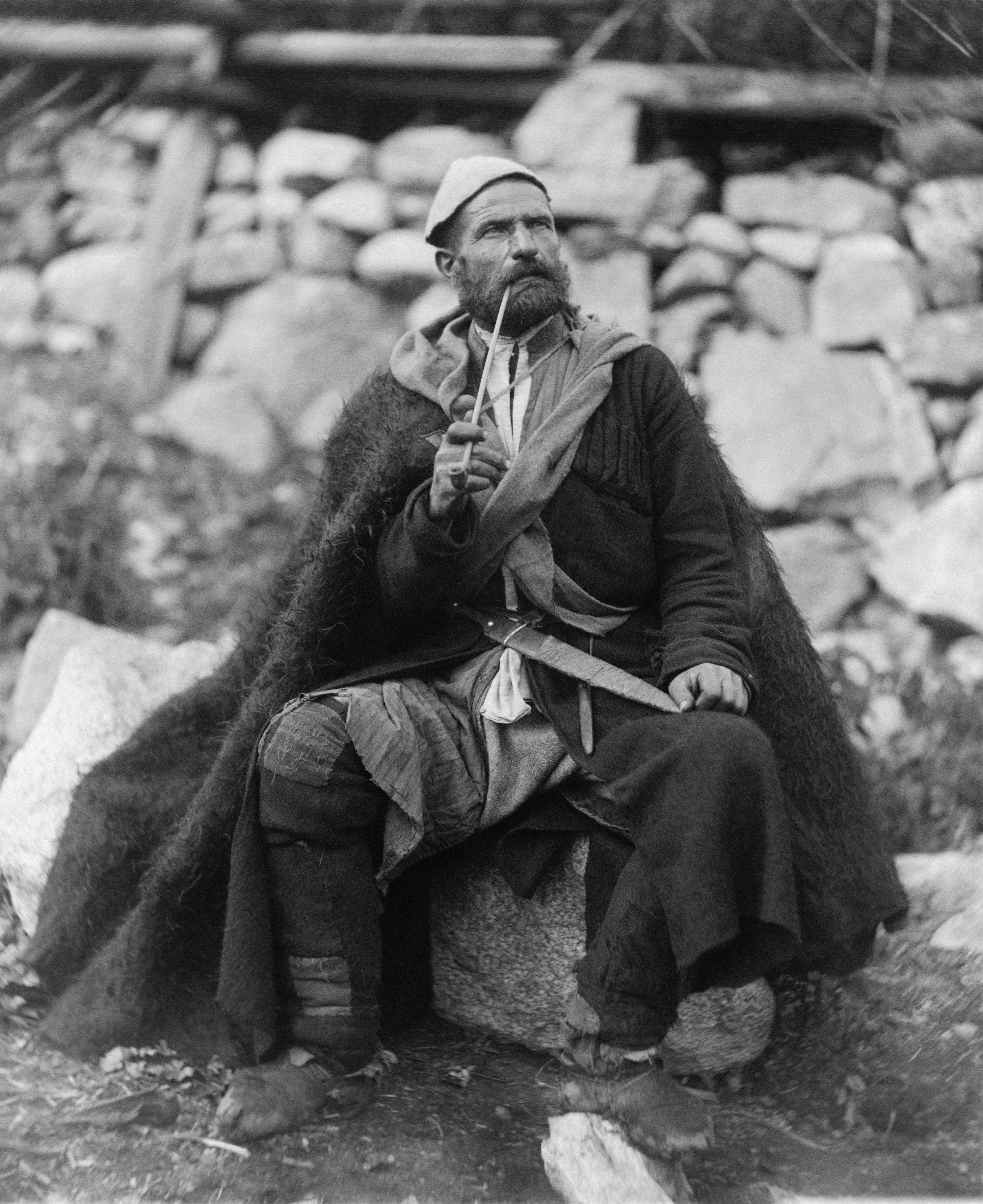
Сван с кинжалом и курительной трубкой. Местиа (~1888—1900)

Сва́ны (сван. შვანარ [Shwanar], груз. სვანები [Svanebi]) — народность сванской группы картвельской языковой семьи. 
Говорят на сванском языке, входящем в отдельную от грузинского языка северную ветвь картвельской языковой семьи. Кроме своего родного языка, многие сваны владеют грузинским языком. Сванские фамилии имеют окончание «-ани».

## Расселение

Расселение народов картвельской семьи языков

Сваны проживают в Местийском муниципалитете края Самегрело и Земо-Сванети и Лентехском муниципалитете края Рача-Лечхуми и Нижняя Сванетия на северо-западе Грузии, объединяемых в историческую область Сванетия (сван. Shwan). Также немногочисленно проживают в Кодорском ущелье Гульрипшского района в Абхазии (так называемая «Абхазская Сванетия»). Численность по разным оценкам в Сванетии составляет от 75 000 до 110 000 человек. Сваны проживают также в России, где в переписи населения 2010 года их выделили согласно национальности (45 человек).
Территория расселения сванов — Сванетия — один из самых высокогорных исторических райнов Грузии. Она расположена на южных склонах центральной части Главного Кавказского хребта и по обе стороны Сванетского хребта, в северной части Западной Грузии. Верхняя Сванетия (Земо-Сванети) находится в ущелье реки Ингури (на высоте 1000—2500 метров над уровнем моря), а Нижняя Сванетия (Квемо-Сванети) — в ущелье реки Цхенисцкали (на высоте 600—1500 метров над уровнем моря). На юго-востоке Сванетия граничит с историческими районами Рача и Лечхуми (восток и юго-запад края Рача-Лечхуми и Нижней Сванетии соответственно), на западе — с Абхазией, с юга примыкает Имеретия и часть территории Мегрелии. На севере граница Сванетии проходит по Главному Кавказскому хребту, по ту сторону которого находятся Карачаево-Черкесия и Кабардино-Балкария.

## История
На основании исторических, фольклорных и топонимических сведений некоторые учёные полагают, что в определённый период (XVII—XVIII вв.) сваны обитали и по другую сторону Кавказского хребта, в районе Приэльбрусья.
Абхазский историк Гурам Гумба связывает первичное происхождение сванов с нахскими племенами, живших на южных предгорьях западной части Центрального Кавказа.
Историк Тесаев отмечает, что топонимия Сванетии напоминает миниатюру Аргунского ущелья и связывает предков сванов с чеченским этномассивом.
Журналист и писатель Алексей Бобровников пишет, что в Сванетии в старину была распространена кровная месть и существовали сванские преступные кланы, что делало её небезопасным местом. Тем не менее у сванов, к примеру, также был обычай, заключающийся в том, что никакое мщение не должно было быть совершено в присутствии женщин, что было запрещено.

## Язык
Сваны говорят в быту на сванском языке, который относится к (отдельной от грузинского) сванской группе картвельских языков. Имеет четыре диалекта и ряд говоров. Выделяют верхние диалекты (верхнебальский, нижнебальский) и нижние диалекты (лашхский, лентехский)/

## Быт и культура

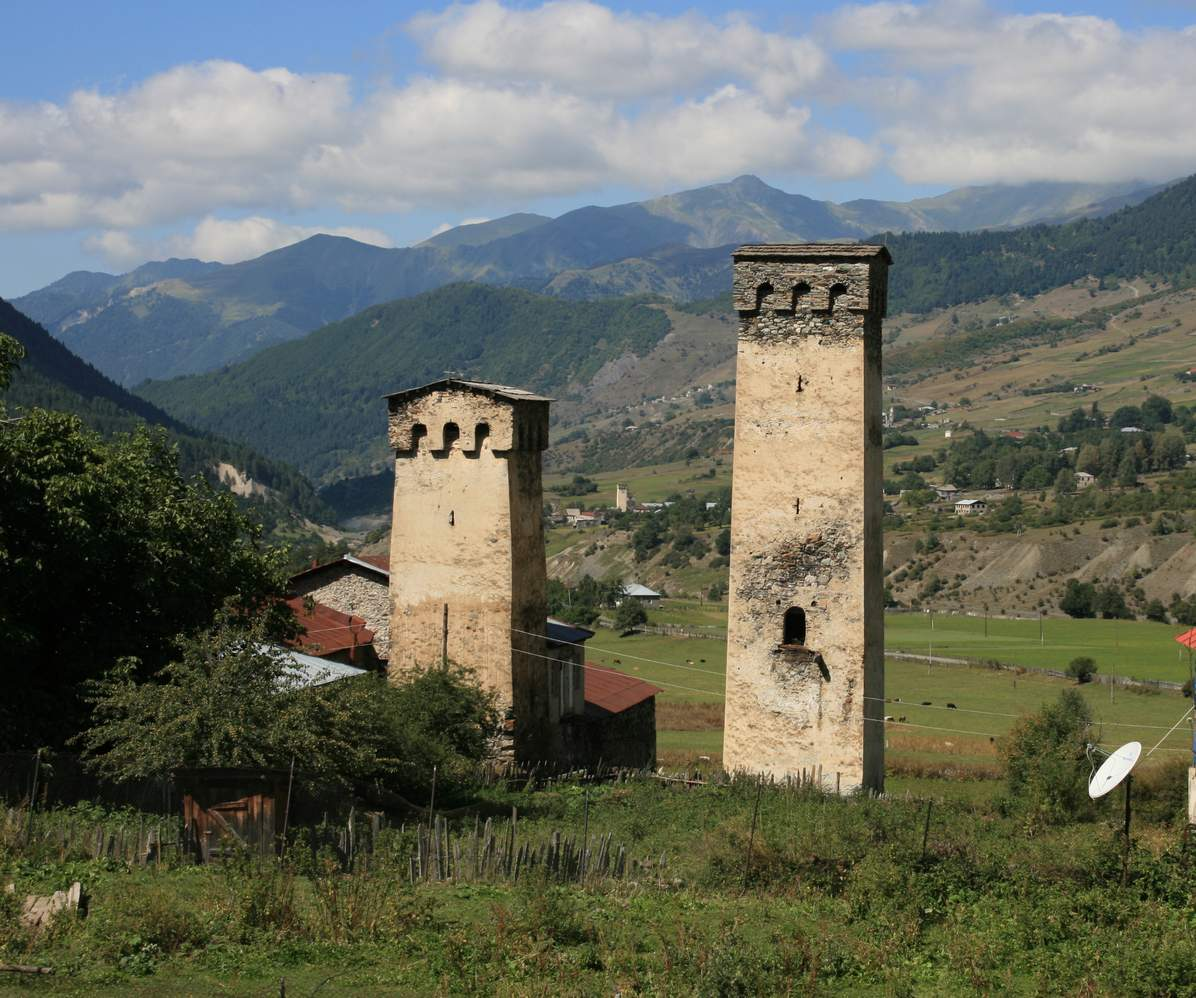
Сванские башни

В старину сваны строили сторожевые и оборонительные башни, именуемых «Сванскими башнями». Издревле сваны традиционно увлекались созданием живописных изделий из меди, бронзы и золота. Известные сванские кузнецы, каменотесы и резчики по дереву изготавливали посуду и различный хозяйственный инвентарь из серебра, меди, глины и дерева, а также сванские шапочки — национальный сванский головной убор и уникальные «канци» из турьих рогов.
Традиционным было для сванов пчеловодство — древнее занятие многих народов, распространенное в том числе и в горных районах Западной Грузии. Но самыми уважаемыми и почитаемыми профессиями для свана являются охота и альпинизм. Сваны были и остаются профессиональными охотниками и альпинистами. Охотничий промысел для сванов фактически равноценен хозяйственной деятельности, а альпинизм — национальный вид спорта.

## Генетика
У сванов наиболее распространена Y-хромосомная гаплогруппа G2a (около 79 %), на втором месте Y-хромосомная гаплогруппа R1a (5 %), на третьем месте Y-хромосомная гаплогруппа J2a1 (около 3 %). Среди митохондриальных гаплогрупп с наибольшей частотой встречаются гаплогруппы H (17,9 %), K (15,8 %), W6 (13 %), T (9,24 %), U1 (7,61 %), X2 (6,52 %), U2 (5,98 %). Митохондриальная ДНК сванов показывает близкое родство сванов с кабардинцами и северными осетинами. Y-хромосомная картина популяции сванов показывает наличие общих предков или интенсивный генетический обмен между сванами, южными осетинами и абхазами, несмотря на то, что эти популяции принадлежат к трём разным языковым семьям.
| Гаплогруппа | Частота, %       |
| ----------- | ---------------- |
| C           | 3,80             |
| D           | 1,63             |
| H           | 12,5 / 17,90     |
| HV          | 1,09             |
| I           | 4,2              |
| I1          | 1,63             |
| J           | 0,54             |
| K           | 12,5 / 15,80     |
| M           | 0,54             |
| M1          | 0,54             |
| N1b         | 1,09             |
| R0a1        | 0,54             |
| T           | 10,4 / 9,24      |
| T1          | 4,2              |
| U           | 25,0 (U*) / 1,63 |
| U1          | 4,2 / 7,61       |
| U2          | 5,98             |
| U3          | 4,2 / 2,17       |
| U4          | 8,3 / 2,17       |
| U5          | 2,72             |
| U6          | 1,63             |
| U7          | 1,63             |
| W           | 8,3 / 13,00      |
| X           | 4,2              |
| X2          | 6,52             |
| X4          | 0,54             |

## Сванские праздники
- Лампроба
- Квирикоба

### Публикации
- Alfonso-Sánchez, M.A.; Martínez-Bouzas, C.; Castro, A.; et al. (2006). Sequence polymorphisms of the mtDNA control region in a human isolate: the Georgians from Swanetia. Journal of Human Genetics. 51 (5): 429–439. doi:10.1007/s10038-006-0381-x. PMID 16583128.
- Yardumian A; Shengelia R; Chitanava D; et al. (2017). Genetic diversity in Svaneti and its implications for the human settlement of the Highland Caucasus. American Journal of Physical Anthropology. 164 (4): 837–852. doi:10.1002/ajpa.23324. PMID 29076141.